# Método Modi
El método de distribución modificada (MODI) brinda la oportunidad de calcular costos marginales basados en los valores de las variables de decisión del modelo, adicional a esto indica la celda no básica en la cual se deben realizar los ajustes para obtener una mejor solución.
También es conocido como el método de los costos ficticios, consiste en añadir a la matriz de costos una fila y una columna que recogen unos costos ficticios determinados arbitrariamente (los números MODI), tal que permite calcular los índices de mejora para las celdas no utilizadas.

## Desarrollo del método
1. Determinar un índice para cada renglón (U1 para el i-ésimo renglón) y uno para cada columna (V1 para la j-ésima columna) de forma tal que:

- Ui, Vj = Cij Son los costos unitarios de las variables básicas. U1,V1 = C11; U1,V2 = C12; U1,V3 = C13;…; Um,Vn = Cmn

1. Hacer U1 O V1 (una variable cualquiera) igual a 0, a fin de poder calcular las demás ecuaciones.

- Siempre quedará una ecuación con una sola variable. Calcular todos los U, y los V1

1. Determinar los costos marginales para las celdas vacías (variables no básicas)

- Cij = Cij - (Ui,Vj)

1. Si todos los costos marginales son cero o positivos, determinar la solución óptima con la fórmula:

- Z (mínimo)= Doble sumatoria cijxij Si no, seleccione el costo marginal más negativo, los empates se pueden romper arbitrariamente.

1. Diseñe un circuito cerrado con signos y - , partiendo de la celda marginal negativa seleccionada, con signo y los demás por celdas llenas (este paso permite seleccionar la         variable que sale y la que entra a la base).
2. Seleccionar la asignación menor de los signos negativos y sumarla y restarla de acuerdo a los signos del circuito.
3. Vaya al primer paso (1.)

- Los ciclos pueden realizarle en tablas separadas. Para aplicar este método es posible tomar el plan inicial no óptimo de transporte hallado por cualquier método visto.
- Si se cumple la igualdad es una solución no degenerada
- Si no se cumple la igualdad es una solución degenerada[3]

## Aplicaciones
- Almacenes
- Proveedores
- Asignación
- Producción
- Transporte
- Compras[4]